# Wilhelm Guske
Wilhelm Guske (* 25. November 1880 in Oberhausen; † 5. Januar 1957 in Pfronten) war ein preußischer Beamter und deutscher Politiker (SPD) sowie Vorsitzender der Eisernen Front in Koblenz und Widerstandskämpfer gegen den Nationalsozialismus. Im Jahr 1946 war er für kurze Zeit Oberbürgermeister von Koblenz.

## Leben und Beruf
Guske wurde als Sohn von Karl Guske geboren. Nach der Volksschule arbeitete er wie sein Vater auch in einer Fabrik, bevor er Soldat wurde. 1911 ging er als Militäranwärter und Stadtsekretär in den Dienst der Stadt Essen. 1912 heiratete er Friedel Jaenisch und im darauffolgenden Jahr kam sein Sohn Heinz Ulrich zur Welt. Im Ersten Weltkrieg war er erneut Soldat und schied 1917 wegen einer schweren Verwundung aus.
Nachdem Guske 1919 sein Abitur nachgeholt hatte und Mitglied der SPD geworden war, wählte man ihn zum Bürgermeister von Berlin-Mahlsdorf. 1921 wurde er Landrat im Landkreis Neustettin, im nächsten Jahr Landrat im Landkreis Merseburg. In den folgenden Jahren studierte er Rechts- und Staatswissenschaften an der Universität Halle. Das Studium schloss er 1928 mit der Promotion zum Dr. jur. ab. Im selben Jahr wurde Guske Geschäftsführer der Gemeinnützigen Siedlungsgesellschaft in Bad Dürrenberg, wo der Architekt Alexander Klein eine Siedlung im Bauhausstil errichtete. Das Amt des Vizepräsidenten der Rheinprovinz in Koblenz übernahm Guske im Jahr 1930. Dort wurde er im selben Jahr Vorsitzender der Eisernen Front, daneben war er auch im Reichsbanner Schwarz-Rot-Gold aktiv.
Nach der Machtergreifung von Adolf Hitler 1933 wurde in Koblenz die Eiserne Front zerschlagen. Guske wurde am 7. März 1933 von seinem Amt als Vizepräsident der Rheinprovinz enthoben und in „Schutzhaft“ genommen. Bereits nach dem Preußenschlag war er seit dem 4. Oktober 1932 in den einstweiligen Ruhestand versetzt worden. Später wurde er in Untersuchungshaft genommen, man warf ihm Untreue während seiner Arbeit in Bad Dürrenberg vor, kam aber gegen Auflagen wieder frei. Das Strafverfahren wurde 1936 nach langer Verzögerung vor dem Landgericht Erfurt verhandelt, bei dem man sogar Walter Gropius aus London als Zeugen vorlud. Das Verfahren endete mit einer Verurteilung wegen Untreue.
Nach langer Arbeitslosigkeit gelang es Guske 1938 wieder in Berlin als Syndikus bei einer Firma beschäftigt zu werden. Im Zweiten Weltkrieg fällt 1940 sein einziger Sohn. Nach Ende des Krieges wurde er Syndikus des Kreises Bernau.
Nach dem plötzlichen Tod des Koblenzer Oberbürgermeisters Wilhelm Kurth wurde Guske am 1. Juni 1946 nach Zustimmung des französischen Militärgouverneurs Marie-Pierre Kœnig zu seinem Nachfolger ernannt. Er stellte ein 15-Punkte-Programm zum Wiederaufbau und zur Versorgung der Stadt auf. In seine kurze Amtszeit fällt am 1. Juni 1946 die Wiedereröffnung des Theaters, das im August 1944 geschlossen wurde und bei den Luftangriffen als eines der wenigen Gebäude der Innenstadt weitgehend unversehrt geblieben war. Bei den ersten freien Kommunalwahlen vom 15. September 1946 ging die CDU in Koblenz als stärkste Kraft hervor. Der bisherige Bürgermeister Josef Schnorbach übernahm am 22. September 1946 das Amt des Koblenzer Oberbürgermeisters. Guske ging als Ministerialrat nach Hessen ins Ministerium für politische Befreiung unter Gottlob Binder, bevor er 1948 in den Ruhestand trat. Die letzten Lebensjahre verbrachte er in Pfronten im Allgäu.